# SEAT León
La SEAT León è un'autovettura con corpo vettura da berlina due volumi del segmento C prodotta dalla SEAT in quattro serie a partire dal 1999, collocandosi tra le SEAT Ibiza, Córdoba e Toledo. È nata come versione hatchback della seconda serie della 3 volumi SEAT Toledo, che dalla terza serie ha adottato la formula a 2 volumi e mezzo, con una coda appena pronunciata.

## Prima serie (1999-2005)
La prima serie della León venne lanciata nel 1999 e il suo design era dovuto a Giorgetto Giugiaro.
Condivideva gran parte dei componenti con l'Audi A3 e le motorizzazioni andavano per i benzina dal 1.4 aspirato da 75 CV al 1.8 turbo delle versioni Sport, TopSport ed in seguito Fr mentre le motorizzazioni diesel erano tutte 1.9 turbo, da 90 a 150 cavalli.
Nel 2001 venne prodotta la prima versione denominata Cupra, 2800 cm³ di cilindrata 6 cilindri a V e 204 CV, a cui seguì la versione TDI iniettore pompa da 150 CV (entrambe le versioni Cupra erano equipaggiate con la trazione integrale Total Traction 4).
Nel 2002 venne lanciata la Cupra R che fu equipaggiata con un motore turbo di 1.8 litri da 209 CV salvo essere potenziata l'anno successivo fino ad erogare 225 CV.

### Motorizzazioni
| Modello                   | Disponibilità       | Motore  | Cilindrata (cm³) | Potenza         | Coppia Massima (Nm) | Emissioni CO2 (g/km) | 0–100 km/h (secondi) | Velocità max (km/h) | Consumo medio (km/l) |
| 1.4 16V cat.              | dal debutto al 2003 | Benzina | 1390             | 55 kW (75 CV)   | 128                 | n.d                  | 14,6                 | 170                 | 14,4                 |
| 1.6 16V cat.              | dal debutto al 2006 | Benzina | 1598             | 77 kW (105 CV)  | 148                 | 170                  | 11,0                 | 192                 | 13,5                 |
| 1.8 20V cat.              | dal debutto al 2006 | Benzina | 1781             | 92 kW (125 CV)  | 170                 | 214                  | 12,5                 | 195                 | 10,8                 |
| 1.8 Turbo 20V cat.        | dal debutto al 2006 | Benzina | 1781             | 132 kW (179 CV) | 235                 | 204                  | 7,7                  | 229                 | 11,0                 |
| 1.8 T 20V cat. Cupra R    | dal 2002 al 2006    | Benzina | 1781             | 165 kW (225 CV) | 280                 | 213                  | 6,9                  | 242                 | 10,6                 |
| 2.8 V6 cat. TT4 Cupra     | dal 2001 al 2004    | Benzina | 2792             | 150 kW (204 CV) | 270                 | n.d                  | 7,3                  | 235                 | 8,6                  |
| 1.9 SDI cat.              | dal debutto al 2002 | Diesel  | 1896             | 50 kW (68 CV)   | 133                 | n.d                  | 17,7                 | 160                 | 17,8                 |
| 1.9 TDI cat.              | dal debutto al 2004 | Diesel  | 1896             | 66 kW (90 CV)   | 210                 | n.d                  | 12,7                 | 180                 | 18,1                 |
| 1.9 TDI/110 CV cat.       | dal 2000 al 2006    | Diesel  | 1896             | 81 kW (110 CV)  | 235                 | 140                  | 11,2                 | 193                 | 18,4                 |
| 1.9 TDI/130 CV cat.       | dal 2004 al 2006    | Diesel  | 1896             | 96 kW (130 CV)  | 310                 | 140                  | 9,0                  | 209                 | 17,6                 |
| 1.9 TDI/150 CV cat. Cupra | dal 2001 al 2005    | Diesel  | 1896             | 110 kW (150 CV) | 320                 | 143                  | 8,5                  | 213                 | 15,2                 |

## Seconda serie (2005-2012)
Dopo il lancio dell'Altea, nell'agosto del 2005 viene lanciata la nuova León sullo stesso pianale, che mantiene la connotazione sportiva ma elegante della prima versione. Il design, affidato a Walter de Silva, la pone sul mercato come una delle automobili più sportive nel segmento delle berline compatte, mentre motori e meccanica derivano dal gruppo Volkswagen, come per tutta la gamma SEAT.
Nel 2005 è stata sottoposta alle prove d'impatto dell'Euro NCAP ottenendo il risultato di 4 stelle di valutazione.
Nell'agosto del 2009 subisce un restyling, che interessa la zona posteriore dove debutta un nuovo lunotto che copre interamente la superficie del portellone e migliora la visibilità, anche grazie alla maggiore superficie. Sono stati rivisitati anche i proiettori, il logo e il paraurti. La gamma dei colori è stata ampliata con tonalità inedite come quelli della linea "custom colours".

### Motorizzazioni
| Modello          | Disponibilità    | Motore      | Cilindrata (cm³) | Potenza         | Coppia Massima (Nm) | Emissioni CO2 (g/km) | 0–100 km/h (secondi) | Velocità max (km/h) | Consumo medio (km/l) |
| 1.2 TSI          | dal 2010         | Benzina     | 1197             | 77 kW (110 CV)  | 175                 | 132                  | 10,9                 | 187                 | 16,9                 |
| 1.4              | dal 2007         | Benzina     | 1390             | 63 kW (85 CV)   | 132                 | 147                  | 14,1                 | 172                 | 15,1                 |
| 1.4 TSI          | dal 2007         | Benzina     | 1390             | 92 kW (125 CV)  | 200                 | 145                  | 9,8                  | 197                 | 15,5                 |
| 1.6              | dal 2005 al 2010 | Benzina     | 1595             | 75 kW (102 CV)  | 148                 | 169                  | 11,7                 | 184                 | 13,2                 |
| 1.8 TSI          | dal 2007 al 2010 | Benzina     | 1781             | 118 kW (160 CV) | 250                 | 153                  | 7,8                  | 213                 | 14,5                 |
| 2.0 FSI          | dal 2005 al 2007 | Benzina     | 1984             | 110 kW (150 CV) | 200                 | 197                  | 8,8                  | 210                 | 11,5                 |
| 2.0 TFSI FR      | dal 2006 al 2011 | Benzina     | 1984             | 147 kW (200 CV) | 280                 | 174                  | 6,9                  | 233                 | 12,8                 |
| 2.0 TFSI Cupra   | dal 2006 al 2011 | Benzina     | 1984             | 177 kW (241 CV) | 300                 | 190                  | 6,4                  | 247                 | 11,8                 |
| 2.0 TFSI Cupra R | dal 2009         | Benzina     | 1984             | 195 kW (265 CV) | 350                 | 190                  | 6,2                  | 250                 | 11,8                 |
| 1.6 TDI          | dal 2011         | Diesel      | 1598             | 66 kW (90 CV)   | 230                 | 109                  | 11,5                 | 180                 | 23,2                 |
| 1.6 TDI CR       | dal 2010         | Diesel      | 1598             | 77 kW (105 CV)  | 250                 | 109                  | 11,7                 | 185                 | 23,1                 |
| 1.9 TDI          | dal 2007 al 2010 | Diesel      | 1896             | 66 kW (90 CV)   | 202                 | 135                  | 13,3                 | 174                 | 19,0                 |
| 1.9 TDI/105 Cv   | dal 2005 al 2010 | Diesel      | 1896             | 77 kW (105 CV)  | 250                 | 133                  | 11,3                 | 185                 | 19,3                 |
| 2.0 TDI          | dal 2005         | Diesel      | 1968             | 103 kW (140 CV) | 320                 | 151                  | 9,3                  | 205                 | 16,7                 |
| 2.0 TDI/170 Cv   | dal 2008         | Diesel      | 1968             | 125 kW (170 CV) | 350                 | 139                  | 8,2                  | 214                 | 18,0                 |
| 1.6 BiFuel       | dal 2009 al 2011 | Benzina/GPL | 1595             | 75 kW (102 CV)  | 148                 | 173                  | 11,7                 | 184                 | 13,0                 |

## Terza serie (2013-2019)
La terza serie della León è stata presentata al Salone dell'automobile di Parigi del 2012; rispetto alle serie precedenti è stata leggermente accorciata (di 5 cm), però ha un interasse leggermente superiore, cosa che consente un abitacolo più spazioso.
Per quanto riguarda la sicurezza automobilistica, grazie anche alle nuove dotazioni, la vettura ha ottenuto le 5 stelle nelle prove d'impatto dell'Euro NCAP.
Al Salone dell'Auto di Francoforte 2014 è stata presentata per la prima volta una versione familiare del modello, denominata Leon ST dove la sigla ST sta per Sport Tourer. Al Salone dell'Auto di Ginevra del 2013 è stata presentata una versione a 3 porte denominata Leon SC, dove SC sta per Sport Coupé.
La versione più sportiva della Leon ST, la Cupra, ha girato al Nürburgring percorrendolo in 7′58″12 stabilendo il record per la sua categoria e il titolo di vettura familiare a trazione anteriore più rapida del Nordschleife, in seguito tale record è stato battuto dalla Volkswagen Golf GTI Clubsport S prima e dalla poi Honda Civic Type R che ha stabilito il nuovo record a 7 minuti e 43,8 secondi.

### Restyling 2017
Un piccolo restyling è stato presentato ad ottobre 2016, entrato in commercializzazione nel febbraio 2017. Vi è una nuova versione chiamata Xcellence. Meccanicamente c'è stata l'introduzione del 1,6 TDI da 115 CV. All'esterno sono stati ridisegnati i paraurti anteriori e posteriori, vi è una nuova griglia anteriore e nuovi fari LED anteriori (opzionali) e posteriori. All'interno è stato rinnovato lo schermo dell'infotelematica nella console centrale che presenta meno tasti e dimensioni maggiori.

### Motorizzazioni
| Modello           | Disponibilità    | Motore  | Cilindrata (cm³) | Potenza         | Coppia Massima (Nm) | Emissioni CO2 (g/km) | 0–100 km/h (secondi) | Velocità max (km/h) | Consumo medio (km/l) |
| 1.0 TSI Ecomotive | dal 2017 al 2020 | Benzina | 999              | 85 kW (115 CV)  | 200                 | 102                  | 9,6                  | 202                 | 22,7                 |
| 1.2 TSI           | dal 2012 al 2020 | Benzina | 1197             | 63 kW (86 CV)   | 160                 | 119                  | 11,9                 | 178                 | 19,6                 |
| 1.2 TSI           | dal 2012 al 2014 | Benzina | 1197             | 77 kW (105 CV)  | 175                 | 114                  | 10,1                 | 191                 | n.d.                 |
| 1.2 TSI           | dal 2014 al 2020 | Benzina | 1197             | 81 kW (110 CV)  | 175                 | 114                  | 9,9                  | 194                 | n.d.                 |
| 1.4 TSI           | dal 2012 al 2020 | Benzina | 1395             | 92 kW (125 CV)  | 200                 | 120                  | 9,3                  | 202                 | n.d                  |
| 1.4 TSI           | dal 2012 al 2014 | Benzina | 1395             | 103 kW (140 CV) | 250                 | 119                  | 8,2                  | 211                 | n.d.                 |
| 1.4 TSI           | dal 2014 al 2018 | Benzina | 1395             | 110 kW (150 CV) | 250                 | 114                  | 8,0                  | 215                 | 20,0                 |
| 1.5 EcoTSI        | dal 2018 al 2020 | Benzina | 1498             | 110 kW (150 CV) | 250                 | 115                  | 8,3                  | 213                 | 19,6                 |
| 1.8 TSI           | dal 2013 al 2017 | Benzina | 1798             | 132 kW (179 CV) | 250                 | 139                  | 7,5                  | 226                 | n.d.                 |
| 2.0 EcoTSI        | dal 2017 al 2020 | Benzina | 1984             | 140 kW (190 CV) | 320                 | 141                  | 7,2                  | 228                 | n.d.                 |
| 2.0 TSI Cupra     | dal 2014 al 2015 | Benzina | 1984             | 195 kW (265 CV) | 350                 | 154                  | 6,0                  | 250                 | n.d.                 |
| 2.0 TSI Cupra     | dal 2014 al 2015 | Benzina | 1984             | 206 kW (280 CV) | 350                 | 154                  | 5,9                  | 250                 | n.d.                 |
| 2.0 TSI Cupra     | dal 2015 al 2017 | Benzina | 1984             | 213 kW (290 CV) | 350                 | 154                  | 5,7                  | 250                 | n.d.                 |
| 2.0 TSI Cupra     | dal 2017 al 2020 | Benzina | 1984             | 221 kW (300 CV) | 380                 | 158                  | 5,7                  | 250                 | 14,7                 |
| 1.6 TDI           | dal 2012 al 2020 | Diesel  | 1598             | 66 kW (90 CV)   | 230                 | 108                  | 12,6                 | 178                 | 23,3                 |
| 1.6 TDI           | dal 2012 al 2020 | Diesel  | 1598             | 77 kW (105 CV)  | 250                 | 108                  | 10,7                 | 192                 | 25,0                 |
| 2.0 TDI           | dal 2012 al 2020 | Diesel  | 1968             | 110 kW (150 CV) | 320                 | 115                  | 8,4                  | 215                 | 22,2                 |
| 2.0 TDI FR        | dal 2013 al 2020 | Diesel  | 1968             | 135 kW (184 CV) | 380                 | 112                  | 7,5                  | 229                 | 22,2                 |
| 1.4 TGI           | dal 2014 al 2015 | Metano  | 1395             | 81 kW (110 CV)  | 200                 | 126                  | 11,0                 | 194                 | 22,0                 |
| 1.5 TGI           | dal 2015 al 2020 | Metano  | 1498             | 96 kW (131 CV)  | 200                 | 98                   | 10,1                 | 206                 | 21,5                 |

## Quarta serie (dal 2020)

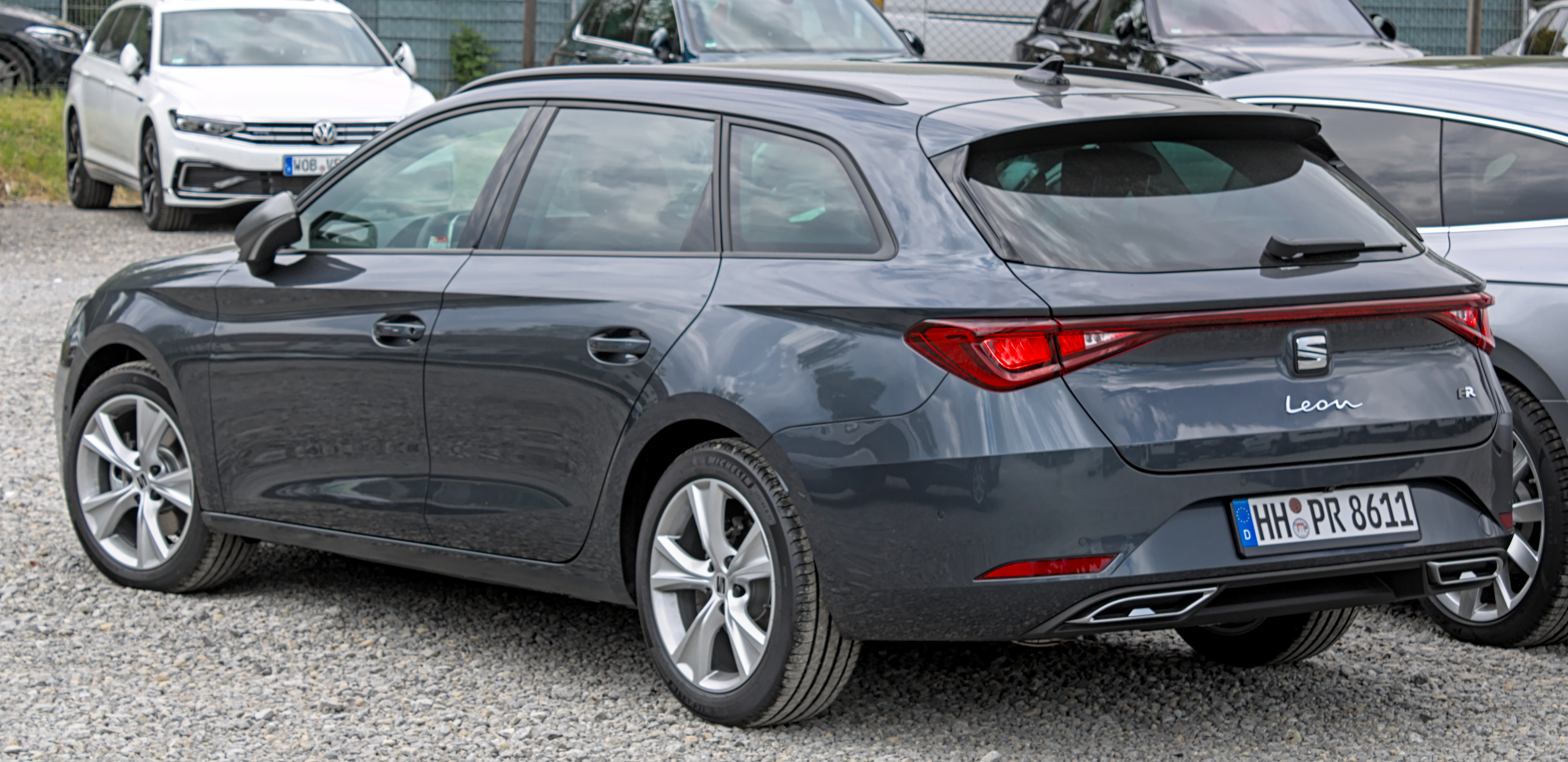
SEAT León IV ST

La quarta serie della León è stata presentata il 28 gennaio 2020. Condivide la piattaforma MQB con l'ottava serie della Volkswagen Golf e con la quarta serie di Škoda Octavia e Audi A3 8Y. 
Seat ha investito circa 1,1 miliardi di euro nello sviluppo e nella produzione della nuova generazione, con l'assemblaggio che avviene nello stabilimento spagnolo di Martorell.
È dotata per la prima volta di un quadro strumenti con schermo completamente digitale, fari full LED e una vasta gamma di motori a benzina, diesel e per la prima volta anche ibridi.
Come per la Golf e la A3, su questa serie non è più disponibile la versione a tre porte. 
La León di quarta generazione è più stretta di 16 mm e più lunga di 90 mm rispetto alla precedente.
Il passo è cresciuto di 50 millimetri fino a poco meno di 2,69 metri. La cinque porte ha una lunghezza complessiva di 4,37 metri, mentre il modello station wagon denominato Sports Tourer, misura 4,64 metri. La capacità del bagagliaio della León a cinque porte è rimasta invariata a 380 litri mentre sulla station wagon è aumentato di 30 litri fino ad arrivare a 617 litri.

### Motorizzazioni
| Modello      | Disponibilità | Motore                   | Cilindrata (cm³) | Potenza         | Coppia Massima (Nm) | Emissioni CO2 (g/km) | 0–100 km/h (secondi) | Velocità max (km/h) | Consumo medio (km/l, TGI: km/kg) |
| 1.0 TSI      | dal 2020      | Benzina                  | 999              | 66 kW (90 CV)   | 175                 | 104                  | 12,7                 | 183                 | 18,5                             |
| 1.0 TSI      | dal 2020      | Benzina                  | 999              | 81 kW (110 CV)  | 200                 | 105                  | 10,9                 | 197                 | 18,5                             |
| 1.5 TSI      | dal 2020      | Benzina                  | 1498             | 96 kW (130 CV)  | 200                 | 109                  | 9,4                  | 213                 | 18,5                             |
| 1.5 TSI      | dal 2020      | Benzina                  | 1498             | 110 kW (150 CV) | 250                 | 110                  | 8,4                  | 221                 | 17,2                             |
| 1.0 eTSI     | dal 2020      | Ibrido leggero a benzina | 999              | 81 kW (110 CV)  | 200                 | 120                  | 10,8                 | 192                 | 18,9                             |
| 1.5 eTSI     | dal 2020      | Ibrido leggero a benzina | 1498             | 110 kW (150 CV) | 250                 | 107                  | 8,4                  | 221                 | 16,9                             |
| 1.4 e-Hybrid | dal 2021      | Ibrido ricaricabile      | 1395             | 150 kW (204 CV) | 330                 | 23                   | 7,5                  | 220                 | 70                               |
| 2.0 TDI      | dal 2020      | Gasolio                  | 1968             | 85 kW (116 CV)  | 300                 | 89                   | 10,4                 | 201                 | 23,8                             |
| 2.0 TDI      | dal 2020      | Gasolio                  | 1968             | 110 kW (150 CV) | 360                 | 95                   | 8,6                  | 218                 | 21,7                             |
| 1.5 TGI      | dal 2020      | Metano                   | 1498             | 96 kW (130 CV)  | 200                 | 102                  | 9,8                  | 203                 | 27,0                             |

## Attività sportive

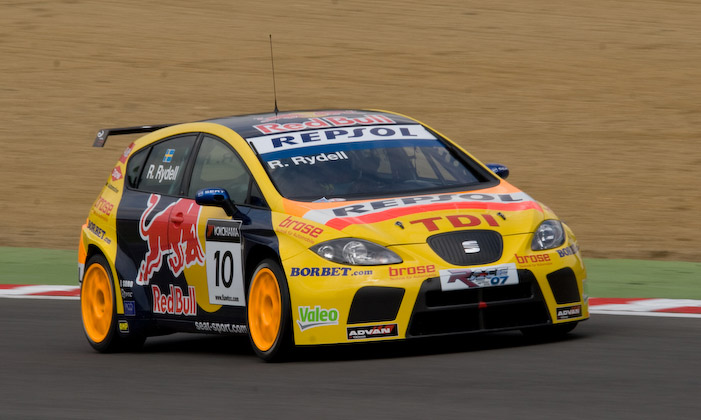
SEAT Leon WTCC

La León è stata impiegata in diverse competizioni automobilistiche piazzandosi al secondo posto nel 2006 nel WTCC e portando alla vittoria Roberto Colciago nell'ITCC nel 2006, Yvan Müller nel WTCC 2008 e Gabriele Tarquini l'anno dopo nella stessa competizione.

## Versione per le forze dell'ordine

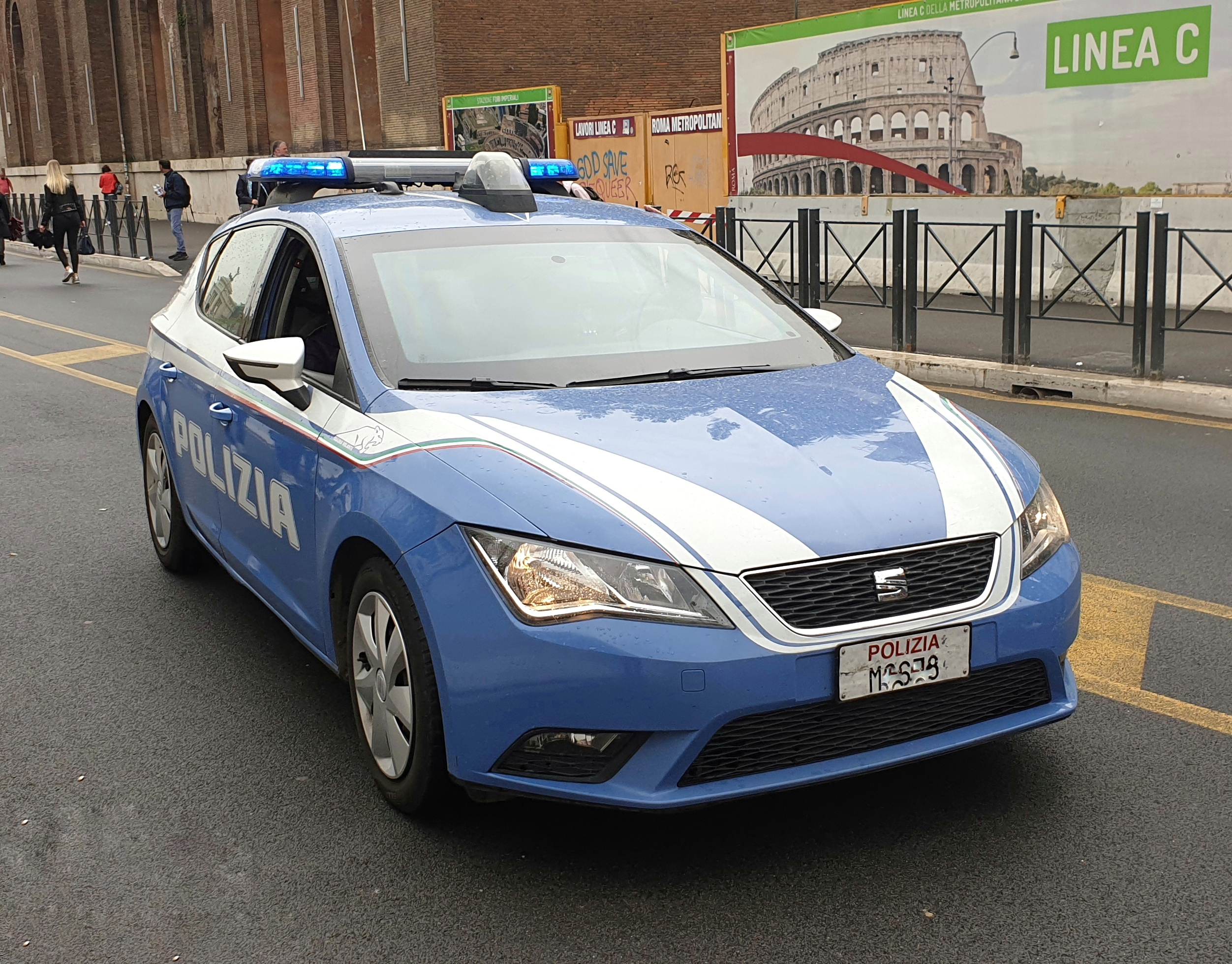
La versione per la Polizia

Nel 2015 la SEAT ha vinto il bando congiunto di Polizia di Stato e Arma dei Carabinieri per la fornitura di 4.000 veicoli in tre anni per i reparti delle Squadre volanti della Polizia e dei Nuclei radiomobili dei Carabinieri.
I veicoli, la cui motorizzazione turbodiesel è 2.0 TDI da 150 CV, sono stati progettati specificatamente da N.C.T. per le esigenze operative e, per questo, sono dotate di cellula di sicurezza per il trasporto dei fermati, vetri antisfondamento e antiproiettile, carrozzeria blindata, lampeggianti, radio, agganci per l'alloggio della pistola mitragliatrice Beretta PM12S, alloggi dei giubbotti antiproiettile e quant'altro.